# DEVFS
DEVFS è un file system speciale presente su molti sistemi operativi di tipo Unix, fra cui FreeBSD e Linux (nonostante non tutti i sistemi Linux lo abilitino).
Su tutti i sistemi Unix, molti dispositivi di Input/Output (come dischi, stampanti, mouse e così via) sono trattati dal sistema operativo come file particolari. Mantenere questi file speciali su un file system convenzionale può però diventare complicato: è il caso, in particolare, di un dispositivo che viene attaccato o staccato a caldo (cioè mentre il sistema è attivo), come avviene con le periferiche USB. DEVFS semplifica il processo gestendo automaticamente la creazione, la cancellazione e l'impostazione dei permessi di questi file.
DEVFS è deprecato nel kernel Linux dalla serie 2.6, ed è rimpiazzato da udev ed è stato rimosso completamente del kernel 2.6.14.